# صموئيل سميث
صموئيل سميث (بالإنجليزية: Samuel Smith (Maryland))‏ (و. 1752 – 1839 م) هو سياسي من الولايات المتحدة الأمريكية .
تولى منصب عضو مجلس الشيوخ الأمريكي .وهو عضو في الحزب الجمهوري الديمقراطي، والحزب الديمقراطي الأمريكي .

## روابط خارجية
- صموئيل سميث على موقع الموسوعة البريطانية (الإنجليزية)